# Seven (phim 1995)
Seven (được cách điệu hoá  Se7en) là một bộ phim Neo-noir hình sự sản xuất năm 1995 của đạo diễn David Fincher, kịch bản được viết bởi Andrew Kevin Walker với sự tham gia của dàn diễn viên tên tuổi Brad Pitt, Morgan Freeman, Gwyneth Paltrow và Kevin Spacey. Phim do New Line Cinema phát hành.
David Mills (Pitt) và William Somerset (Freeman) là hai thám tử cùng làm việc với nhau để điều tra một vụ án giết người hàng loạt. Sau một thời gian, Mills và Somerset nhận ra những nạn nhân phạm tội đều bị kẻ sát nhân giết chết theo danh sách "Bảy mối tội đầu" làm mô-típ trong các vụ giết người của hắn.
Phim được quay tại California và Pennsylvania. Sau đó ra mắt tại Mỹ ngày 22 tháng 9 năm 1995. Đạt doanh thu 327 triệu đô la trên toàn thế giới, Se7en thành công về thương mại và nhận được rất nhiều đánh giá tích cực của giới phê bình.

## Nội dung
Trong một thành phố tại một khu vực ẩm ướt và tồi tàn, thám tử William R. Somerset cộng tác với thám tử David Mills. Somerset sắp đến tuổi nghỉ hưu còn Mills chỉ mới được chuyển đến và còn ít kinh nghiệm trong nghề.
Các thám tử điều tra về một vụ giết người hàng loạt có liên quan đến "bảy mối tội", như một người đàn ông béo phì bị ép ăn đến chết, tượng trưng cho "Ham ăn". Họ tìm thấy đầu mối qua từng tội ác liên quan đến những cái chết, họ tin rằng họ đang truy đuổi một tên sát nhân giết người hàng loạt. Dấu vân tay được tìm thấy ở hiện trường vụ "Tham lam", vụ việc sát hại một luật sư giàu có, đã dẫn họ đến điều tra tại căn hộ xảy ra cái chết của người đàn ông hốc hác bị trói vào giường. Dù hắn ta trông có vẻ đã chết nhưng sau đó hai thám tử phát hiện hắn đã được hung thủ nuôi sống trong vòng đúng một năm; nạn nhân này tượng trưng cho "Lười biếng". Mặc dù không thể điều tra thêm được gì từ nạn nhân bị tê liệt đó, hai thám tử cho rằng tên giết người đã chuẩn bị kế hoạch tội ác này hơn một năm.
Somerset được mời đến nhà Mills dùng bữa tối và gặp vợ của Mills, Tracy. Somerset trở thành người mà Tracy tin cậy, và cô ấy gặp ông sau một vài vụ án mạng. Khi Somerset biết được việc Tracy có thai nhưng không nói với Mills, ông thuyết phục cô rằng thành phố này không phải là nơi thích hợp để xây dựng một gia đình, và tiết lộ bí mật là ông đã từng sắp kết hôn nhưng điều đó không thể xảy ra. Somerset khuyên cô không nên nói cho Mills biết việc cô muốn phá thai; mặt khác, nếu cô muốn giữ lại đứa bé, thì hãy nói với Mills bất cứ lúc nào cô có thể.
Bằng việc dùng thiết bị ghi hình ở thư viện, Somerset và Mills điều tra ra một gã tên John Doe, người gần đây đã tìm đọc cuốn sách về "bảy mối tội". Khi Doe biết hai thám tử đang tiếp cận căn hộ của hắn, hắn đã bắn vào hai người và tẩu thoát, sau đó bị Mills rượt bắt. Cuối cùng, Doe đánh bại Mills và có thể bắn chết Mills, nhưng hắn đột nhiên bỏ đi. Việc điều tra căn hộ của Doe đã tìm thấy manh mối dẫn tới nạn nhân tiếp theo, nhưng họ không tìm thấy dấu vân tay. Hai thám tử đến quá trễ để cứu nạn nhân của tội "Dục vọng", một cô gái điếm đã bị giết bởi một người đàn ông đang mang thiết bị S&M, người đã bị Doe ép buộc giết cô gái. Một thời gian ngắn sau đó, họ phát hiện ra cái chết của một người mẫu trẻ với khuôn mặt đã bị rạch nát. Thà tự tử còn hơn sống tiếp tục với một khuôn mặt xấu xí, cô gái là nạn nhân của "Kiêu ngạo".
Khi họ trờ về cơ quan cảnh sát, Doe xuất hiện và đầu thú, với vết máu của cô người mẫu và một nạn nhân chưa xác định trên tay. Họ tìm ra việc hắn đã rạch da trên ngón tay của chính mình để tránh bị nhận diện dấu vân tay. Thông qua luật sư của hắn, Doe khẳng định hắn sẽ dẫn hai thám tử đến hai nạn nhân cuối cùng và đầu thú, hoặc bằng không hắn sẽ viện cớ bệnh tâm thần để thoát tội. Dù Somerset lo lắng, nhưng Mills đồng ý với điều kiện hắn đưa ra. Doe dẫn hai thám tử tới vùng hoang mạc cách xa thành phố; trên đường đi, hắn nói rằng Chúa đã sai hắn trừng trị cái ác và cứu thế giới khỏi nơi tồi tệ này. Hắn cũng nói những điều ám chỉ về Mills.
Sau khi tới nơi, một xe vận chuyển đi tới; Somerset chặn người lái xe, để Mills và Doe ở lại. Người lái xe đưa Somerset một bưu kiện mà anh ta được thuê để đem đến đúng nơi này và thời điểm này. Khi Mills dùng súng canh chừng Doe, Doe nhắc đến việc hắn ngưỡng mộ Mills, nhưng không nói lý do vì sao. Somerset mở bưu kiện và nhảy giật lên trong kinh hãi trước vật ông vừa nhìn thấy. Ông chạy lại và cảnh báo Mills không được nghe lời nói của Doe, nhưng tên sát nhân nói rằng trong hộp có chứa đầu của Tracy. Doe nói rằng hắn tượng trưng cho "Ghen tỵ"; Hắn ghen tị với cuộc sống đời thường của Mills, và đã giết Tracy sau khi không thể "chơi trò vợ chồng" với cô. Sau đó hắn ta chế nhạo sự điên khùng của Mills vì anh không biết vợ mình mang thai. Somerset không thể kiềm chế Mills khi anh ấy bắn liên tục vào Doe, trở thành hiện thân của "Phẫn nộ". Sau khi Mills được đưa đi, có người hỏi Somerset rằng ông sẽ đi đâu; ông trả lời "loanh quanh".
Khi mặt trời lặn, Somerset nhắc đến câu nói của Ernest Hemingway: "'Thế giới là một nơi tốt đẹp và đáng để đấu tranh' - Tôi đồng ý với vế thứ hai"

## Diễn viên
- Morgan Freeman thủ vai Trung úy Thám tử William Somerset
- Brad Pitt thủ vai Thám tử David Mills
- Gwyneth Paltrow thủ vai Tracy Mills
- Kevin Spacey thủ vai John Doe
- R. Lee Ermey thủ vai Đội trưởng Cảnh sát
- John C. McGinley thủ vai trưởng đội SWAT California
- Richard Roundtree thủ vai Biện lý Martin Talbot
- Richard Schiff thủ vai Mark Swarr
- Julie Araskog thủ vai Bà Gould
- Mark Boone Junior thủ vai Greasy FBI Man
- John Cassini thủ vai Officer Davis
- Reg E. Cathey thủ vai Coroner
- Peter Crombie thủ vai Dr. O'Neill
- Hawthorne James thủ vai George
- Michael Massee thủ vai người đàn ông trong gian hàng mát-xa
- Leland Orser thủ vai người đàn ông cuồng nhiệt trong tiệm mát-xa
- Richard Portnow thủ vai Dr. Beardsley
- Daniel Zacapa thủ vai Thám tử Taylor
- Alfonso Freeman thủ vai Fingerprint Tech
- Harris Savides thủ vai 911 Operator
- Andrew Kevin Walker thủ vai nạn nhân
- Richmond Arquette thủ vai Người giao hàng

## Sản xuất
Kịch bản Se7en được Andrew Kevin Walker lấy cảm hứng từ thời gian anh chật vật mưu sinh để vào nghề biên kịch ở New York.
Trong quá trình trước khi sản xuất, Al Pacino đã được cân nhắc cho vai trò Thám tử Somerset, nhưng thay vào đó ông lại thay đổi quyết định tham gia bộ phim City Hall (1996). Cả Denzel Washington và Sylvester Stallone cũng quyết định từ chối vai nhân vật Mills. Washington sau đó đã cảm thấy hối tiếc khi từ chối vai trò này. Robert Duvall và Gene Hackman đã từ chối vào vai Thám tử Somerset. Christina Applegate đã từ chối vai Tracy.
Đoạn kết của phim khép lại bằng hình ảnh không thể ám ảnh hơn, chiếc hộp đựng đầu nạn nhân thứ năm. Hãng sản xuất New Line ban đầu không chấp thuận kết thúc phim này và yêu cầu sửa kịch bản để phim đi theo mô típ giật gân hình sự thông thường với nhiều pha hành động hơn ở cuối. Hãng sản xuất New Line ban đầu không chấp thuận kết thúc phim này và yêu cầu sửa kịch bản để phim đi theo môtíp giật gân hình sự thông thường với nhiều pha hành động hơn ở cuối.
Tuy nhiên, hãng phim gửi nhầm bản nháp đầu tiên đến đạo diễn David Fincher - người đang chán chường sau khi làm Alien 3 thất bại. Nhận được kịch bản có kết thúc gây sốc, Fincher lập tức có hứng làm phim trở lại. "Tác phẩm này là phim bạo lực có chiều sâu tâm lý. Đây là câu chuyện thiên về tội ác hơn là một bộ phim kể quá trình phá án bình thường".
Khi hãng New Line nhận ra đã gửi nhầm bản thảo cho đạo diễn, họ giao lại bản thảo mới với kết thúc mới. Đạo diễn, nhà biên kịch Kevin Walker và tài tử Brad Pitt đều tranh luận để giữ lại kết thúc gốc. Brad Pitt thậm chí nói sẽ bỏ vai nếu cảnh kết phim về chiếc đầu trong hộp bị thay thế. "Các nhà sản xuất muốn cắt bỏ cảnh này bởi nó u ám và đen tối quá. Tuy nhiên, nếu thay đổi kết phim thì trái tim của câu chuyện đã bị cắt mất", biên kịch Walker kể.
Cuối cùng, các nhà sản xuất đồng ý giữ lại cảnh phim, chấp nhận mạo hiểm.

## Phòng vé
Se7en được phát hành vào ngày 22 tháng 9 năm 1995, tại 2.441 rạp chiếu phim, thu về 13,9 triệu đô la Mỹ vào tuần đầu công chiếu. Phim tiếp tục thu về 100,1 triệu đô la ở Bắc Mỹ và 227,1 triệu đô la ở các nước còn lại trên thế giới với tổng số tiền là 327,3 triệu đô la, đưa Se7en trở thành bộ phim có doanh thu cao thứ bảy trong năm 1995. Bộ phim cũng trải qua 4 lần liên tiếp nhiều tuần ở vị trí hàng đầu tại phòng vé Hoa Kỳ vào năm 1995.

## Đánh giá
- Phim đứng thứ 28 trong Top 250 của Internet Movie Database